# Anthodioctes rosanae
Anthodioctes rosanae är en biart som beskrevs av Urban 2002. Anthodioctes rosanae ingår i släktet Anthodioctes och familjen buksamlarbin. Inga underarter finns listade i Catalogue of Life.